# Paduli
Paduli község (comune) Olaszország Campania régiójában, Benevento megyében.

## Fekvése
A megye délnyugati részén fekszik, 60 km-re északkeletre Nápolytól, 9 km-re északkeletre a megyeszékhelytől. Határai: Apice, Benevento, Buonalbergo, Pago Veiano, Pietrelcina, San Giorgio del Sannio, San Giorgio La Molara, San Nicola Manfredi és Sant’Arcangelo Trimonte.

## Története
Első említése a 10. századból származik. A következő századokban nemesi birtok volt. A 19. században nyerte el önállóságát, amikor a Nápolyi Királyságban felszámolták a feudalizmust. 1861-ben csatolták a megyéhez, addig Capitanatához tartozott.

## Népessége
A népesség számának alakulása:

## Főbb látnivalói
- Palazzo Coscia
- Madonna di Loreto-templom és -kolostor
- San Rocco-templom
- San Giovanni-templom
- San Bartolomeo-templom